# Courtemont-Varennes
Courtemont-Varennes é uma comuna francesa na região administrativa de Altos da França, no departamento de Aisne. Estende-se por uma área de 5,98 km². Em 2010 a comuna tinha 343 habitantes (densidade: 57,4 hab./km²).